# Giải quần vợt Lyon Mở rộng
Giải quần vợt Lyon Mở rộng (còn được biết đến với Open Parc Auvergne-Rhône-Alpes Lyon) là sự kiện quần vợt nam thuộc ATP Tour tổ chức ở thành phố của Pháp là Lyon. Từ 2017, nó là 1 phần của ATP 250 và chơi trên mặt sân đất nện.

## Kết quả

### Đơn
| Năm  | Nhà vô địch        | Á quân        | Tỷ số              |
| ---- | ------------------ | ------------- | ------------------ |
| 2017 | Jo-Wilfried Tsonga | Tomáš Berdych | 7–6(7–2), 7–5      |
| 2018 | Dominic Thiem      | Gilles Simon  | 3–6, 7–6(7–2), 6–1 |
| 2019 |                    |               |                    |

### Đôi
| Năm  | Nhà vô địch                   | Á quân                           | Tỷ số            |
| ---- | ----------------------------- | -------------------------------- | ---------------- |
| 2017 | Andrés Molteni Adil Shamasdin | Marcus Daniell Marcelo Demoliner | 6–3, 3–6, [10–5] |
| 2018 | Nick Kyrgios Jack Sock        | Roman Jebavý Matwé Middelkoop    | 7–5, 2–6, [11–9] |
| 2019 | ·                             | ·                                |                  |